# Kortrijk
Kortrijk (fra.: Courtrai), grad u Belgiji, u zapadnoj Flandriji. Kortrijk ima 75.000 stanovnika. 
Imena na zapadnoflamanskom narječju flamanskog jezika za ovaj grad su Kortryk, Kortrik i Kortriek, a na starom flamanskom Cortryck i Cortrijcke. Na starom francuskom ovaj grad se je grad zvao Courtray, a na latinskom Cortoriacum.

## Vanjske poveznice
- Službene stranice